# ДОТ № 554 (КиУР)

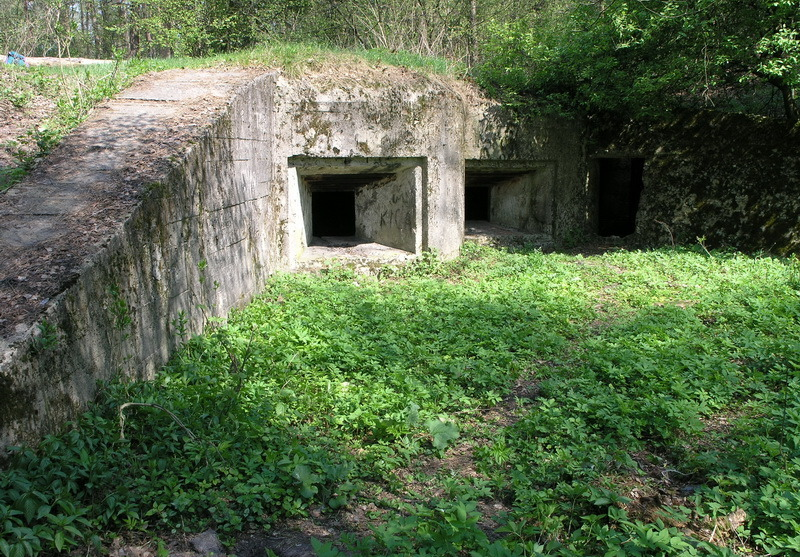
ДОТ № 554 (КиУР)

50°41′19″ пн. ш. 30°18′50″ сх. д. / 50.68861° пн. ш. 30.31389° сх. д.
ДОТ № 554 — артилерійська довготривала оборонна точка, що розташована у північній частині Київського укріпленого району неподалік села Гута-Межигірська та входила до складу першої лінії оборони КиУР. Відноситься до класу артилерійський напівкапонір (АНК) та є однією з трьох вогневих точок даного типу в межах КиУР (дивись також ДОТ № 152 та ДОТ № 578).

## Історія будівництва
Для озброєння даного АНК залучили 76-мм гармати зразка 1900 року на капонірному лафеті, що прийняли на озброєння російської імператорської армії ще у 1910 році. На момент будівництва (1929—1931 роки) відповідальні особи не мали новішої техніки, тому вибір впав на озброєння часів Першої світової війни. Амбразури ДОТ були занадто великими і тому не захищали власний гарнізон від ураження уламками та ударною хвилею від близьких розривів снарядів супротивника, а також від бойових отруйних газів. Це примушувало гарнізон використовувати індивідуальні засоби захисту. Боротьба із ворожою броньованою технікою не була основним завданням, головна ціль — піхота та кавалерія супротивника.
ДОТ № 554 побудовано на високому східному березі річки Ірпінь (30 — 40 метрів над рівнем води Ірпіня) дещо північніше села Гута-Межигірська. Фортифікаційна споруда була здатна вести фланкуючий вогонь у південно-західному напрямку вздовж Ірпеня перед Гута-Межигірською, на відтинку річки, що не затоплювався під час закриття шлюзів дамб. Товщина стін сягала 150 см, а товщина перекриття — 110 см. Під час будівництва використано близько 329 кубометрів бетону. Головне озброєння — дві 76-мм гармати зразка 1900 року в окремих, суміжних бойових казематах, які розташовувалися уступом. Гарнізон становив 20 осіб, у його розпорядженні були радіостанція, телефони, прилад управління вогнем, фільтровальна установка для повітря тощо. АНК був облаштований апареллю для більш зручного завантаження снарядів. Крім того існувало спеціальне протихімічне приміщення, і тому напівкапонір відноситься до фортифікаційних споруд типу «Б». Його клас стійкості «М1», тобто споруда могла витримати 1-2 прямих влученнь 203-мм гаубиці.

## Служба

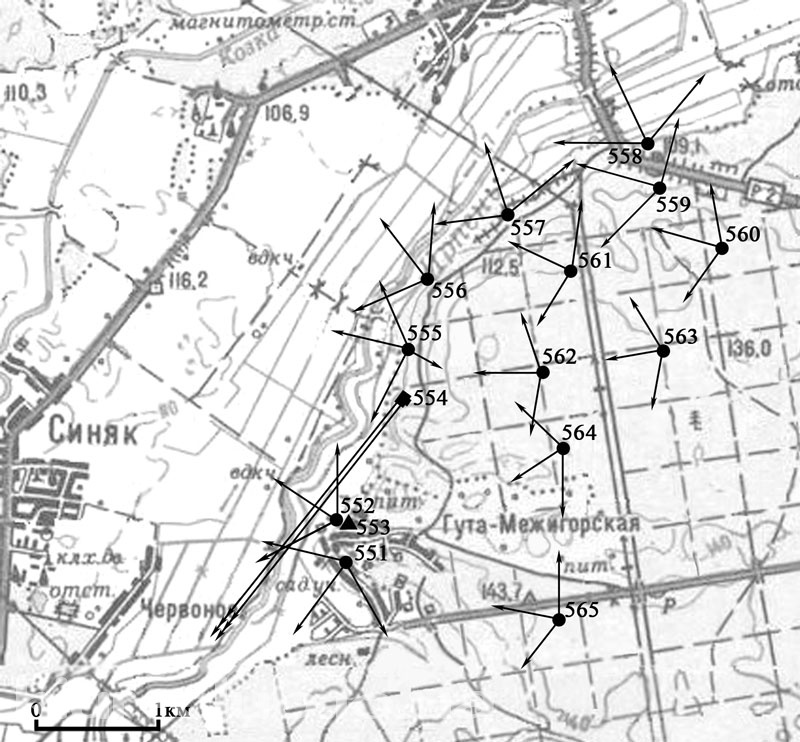
АНК № 554 у системі оборони 22-го БРО КиУР

Ця фортифікаційна споруда брала участь у Німецько-радянській війні та організаційно входила до складу 22-го батальйонного району оборони (БРО) КиУРа, що прикривав відтинок Гута-Межигірська — Демидів. Гарнізон складався із військовослужбовців 161-го окремого кулеметного батальйону КиУР. До 24-25 серпня 1941 року ДОТ знаходився у тилу радянських військ, фронт пролягав західніше. 26 серпня німці силами однієї посиленої роти із складу 44-ї піхотної дивізії розпочали форсування Ірпіня біля села Гута-Межигірська. Зусиллями вогньових точок КиУР та військ польового заповнення (28-ма гірськострілецька дивізія) ворога приперли щільним вогнем до берега так, що він втратив зв´язок із своїм (західним) берегом. Лише ввечері, у темряві, німці вивели свою ударну роту назад, втративши вбитими та пораненими близько одного взвода.
Під час другого штурму КиУР, що розпочався 16 вересня 1941 року, АНК № 554 мав перший бойовий контакт із супротивником 18 вересня, коли 296-та та 71-ша піхотні дивізії німців розпочали активні дії на даному відтинку. Вдень 18 вересня війська 37-ї армії Південно-Західного фронту розпочинають за наказом відхід з КиУР та міста Київ. Гарнізони ДОТ КиУР належали до останніх, хто відходив на лівий берег Дніпра.
Але на відтинку Гута-Межигірська — Демидів ворог енергійно атакував. Не відомо, чи дійшов наказ про відступ до гарнізону АПК № 554, або ж радянське командування свідомо залишило гарнізон прикривати відхід головних сил. 18 вересня, до початку темряви, німецькі штурмові групи 296-ї піхотної дивізії блокували низку ДОТів вздовж Ірпеня, у тому числі АНК № 554. Рано-вранці 19 вересня, коли основна маса 37-ї армії вже була на лівому березі Дніпра, супротивник провів штурмовку АНК № 554 та кулеметного ДОТ № 556, що розташовувався у 1 кілометрі північніше та був повністю знищений. 6 червоноармійців потрапили у полон. Під час зачистки, після 19 вересня 1941 року, німецькі сапери споруду не знищили.

## Сьогодення
ДОТ № 554 вцілілий та знаходиться у доброму стані.

## Галерея

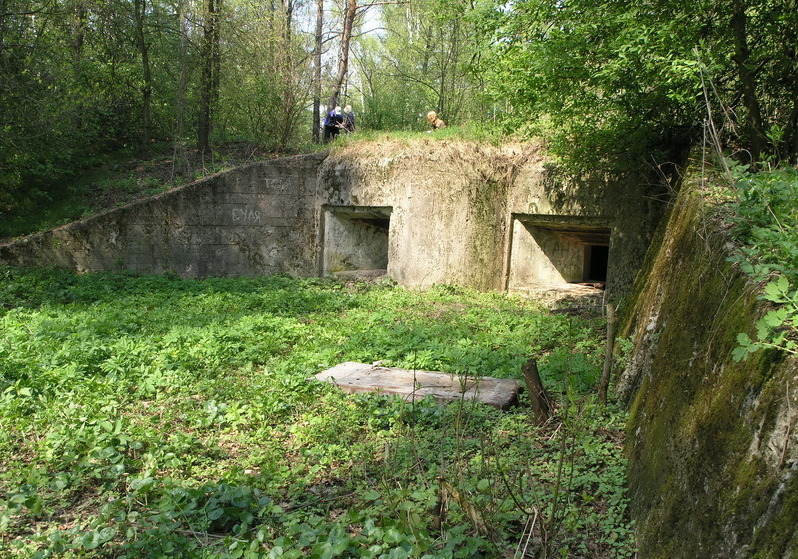
Вид з фронту справа. Фігури людей дають уявлення про розміри амбразур.
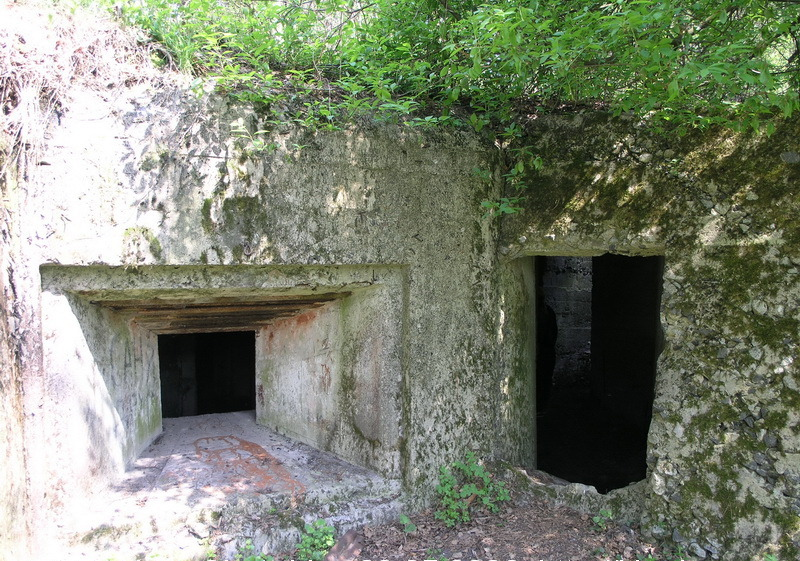
Ближній вид на амбразуру та головний вхід, у просвіті видно світло від входу-апарелі.
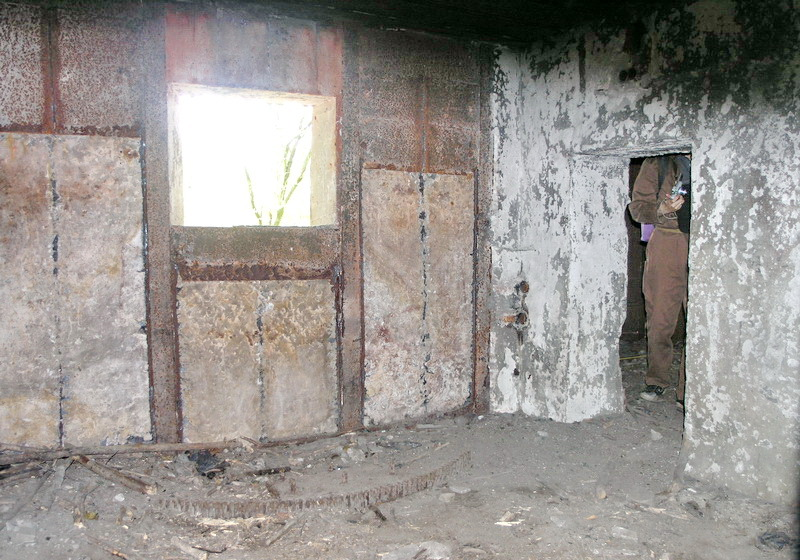
Внутрішній вид каземату, на підлозі видно зубчастий сектор горизонтальної наводки гармати.